# Moszczenica (gemeente in powiat Gorlicki)
De gemeente Moszczenica is een landgemeente in het Poolse woiwodschap Klein-Polen, in powiat Gorlicki.
De zetel van de gemeente is in Moszczenica.
Op 30 juni 2004 telde de gemeente 4720 inwoners.

## Oppervlakte gegevens
In 2002 bedroeg de totale oppervlakte van gemeente Moszczenica 37,6 km², waarvan:
- agrarisch gebied: 81%
- bossen: 14%

De gemeente beslaat 3,89% van de totale oppervlakte van de powiat.

## Demografie
Stand op 30 juni 2004:
| Omschrijving                   | Totaal | Totaal | Vrouwen | Vrouwen | Mannen | Mannen |
| ------------------------------ | ------ | ------ | ------- | ------- | ------ | ------ |
| eenheid                        | aantal | %      | aantal  | %       | aantal | %      |
| inwoners                       | 4720   | 100    | 2360    | 50      | 2360   | 50     |
| bevolkingsdichtheid (inw./km²) | 125,5  | 125,5  | 62,8    | 62,8    | 62,8   | 62,8   |

In 2002 bedroeg het gemiddelde inkomen per inwoner 1317,36 zł.

## Administratieve plaatsen (sołectwo)
Moszczenica, Staszkówka.

## Aangrenzende gemeenten
Biecz, Ciężkowice, Gorlice, Łużna, Rzepiennik Strzyżewski